# Дзёрю-одза
Дзёрю-одза (яп. 女流王座 Дзё:рю:-о:дза, «Женский трон») — самый молодой из 6 женских профессиональных титулов сёги. Учреждён в 2011 году компанией Ricoh, которая и является его спонсором. 
Титулом 2013 года владела Кана Сатоми, но поскольку с марта 2014 года она находилась в отпуске по состоянию здоровья, титул 2014 года разыгрывали Момоко Като (Дзёо) и Томока Нисияма (1 дан Сёрэйкай). Победила Момоко Като.
Помимо профессионалок и сёгисток, обучающихся в Сёрэйкай, в отборочном турнире дзёрю-одза принимают участие сёгистки-любительницы, прошедшие отбор в турнирах Восточной (Токио) и Западной (Осака) Японии. В 1-м сезоне в профессиональный этап турнира прошли 5 любительниц из Токио и 3 из Осаки. Контроль времени: в любительском отборочном этапе каждой участнице на партию даётся по 20 минут; бёёми — 30 секунд. В 1-м отборочном этапе основное время — 40 минут, бёёми — 1 минута. Во 2-м отборочном этапе (в нём участвуют 4 сильнейшие) основное время — 3 часа, бёёми — 1 минута.

## Внеяпонские участницы
Каждый сезон для участия в отборочном этапе Дзёрю-одза JSA приглашает одну иностранную участницу, определяющуюся в ходе квалификационного турнира на сервере 81dojo.com.
Первую такую путёвку, в 2011 году, получила 12-летняя китайская сёгистка Тян Тьентьен (кит. 張天天), а в 2012 и 2013 году — Каролина Стычинская из Польши (тогда 2 дан ФЕСА), которая оба раза выиграла первую партию (против профессионалок 3 и 2 дана, на 2022 год это единственный пример побед неяпонских сёгистов в титульных матчах, если не считать дальнейшие профессиональные победы Каролины), но проиграла вторую.
Победительницей отборочного внеяпонского турнира 2014 года (19 участниц из 7 стран) стала китайская сёгистка Хуан Шенцзя (黄晟佳, Huang Shengjia). В финале ей противостояла киевская сёгистка Виктория Ряснянская.
Финал отбора 2015 года состоялся 22 марта 2015 года. Победительницей отборочного внеяпонского тура вновь стала китаянка Хуан Шэнцзя, которой противостояла тоже китайская сёгистка Лю На.
В 2016 и 2017 годы победительницей внеяпонского отборочного турнира стала Виктория Ряснянская; также, в эти годы в основном Дзёрю-одза участвовала и Каролина (но уже не как внеяпонская представительница, а как сёгистка, имеющая профессиональный статус).
В 2018 году победительницей отборочного тура стала белорусская сёгистка Татьяна Милюкова
В 2019 году отбор прошла монгольская сёгистка Турмунк Мункзул (яп. トゥルムンフ・ムンフゾル), международная мастер ФИДЕ и сильнейшая шахматистка Монголии в категории до 18 лет

## Титульные матчи
Дзёрю-одза — единственный титул, который удалось завоевать любительнице: в первом же сезоне (2011 года) победительницей стала Момоко Като, победившая в финальном матче саму Симидзу со счётом 3—2 (впоследствии Като стала профессионалкой, и на 2015 год имела 1 дан Сёрэйкай).
Финальный матч за титул проводится в октябре—декабре и играется до 3 побед одной из сторон. Контроль времени в нём — по 3 часа каждой стороне и 1 минута бёёми. Приз победительнице в Дзёрю-одза составляет 5 млн. иен, финалистке — 1.5 млн. иен.